# Bacino di Agulhas

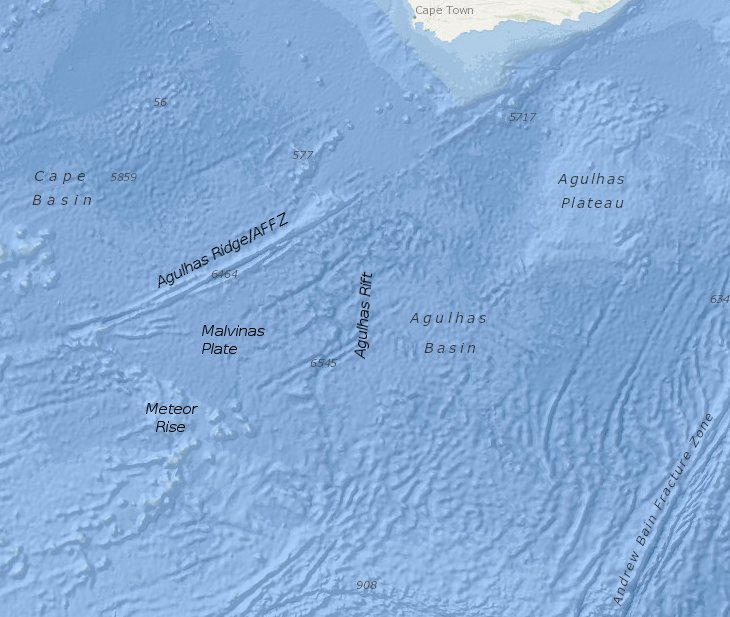
Batimetria del bacino di Agulhas

Il bacino di Agulhas è un bacino oceanico del Sudafrica localizzato nel punto di incontro tra l'oceano Atlantico meridionale e la porzione sudoccidentale dell'oceano Indiano. Fa parte della placca africana ed è delimitato a nord dalla dorsale di Agulhas (che fa parte della zona di frattura Agulhas-Falkland), dalla dorsale indiana sudoccidentale a sud, dalla dorsale Meteor a ovest e dal plateau di Agulhas a est. Un grande numero di anomalie batimetriche fanno capire che il bacino ha avuto una storia tettonica molto dinamica.

## Oceanografia
La corrente di Agulhas fluisce lungo la costa orientale dell'Africa. Quando raggiunge la punta meridionale del continente, retroflette nell'oceano Indiano. Nel punto di inversione diffonde nell'Atlantico meridionale vortici caldi noti come anelli di Agulhas. Questi anelli anticiclonici a mesoscala alimentano il capovolgimento meridionale della circolazione atlantica (AMOC) contribuendo a influenzare il clima del pianeta, anche se la connessione tra la diffusione dei vortici, la AMOC e il clima non è ancora ben compresa.
Nel bacino di Agulhas circa la metà di questi vortici si suddivide ulteriormente anche più di una volta. La maggior parte degli anelli si scinde a contatto con gli ostacoli batimetrici presenti nella parte occidentale del bacino, ma almeno un quarto di loro invece si riunisce a causa degli ostacoli o dell'intensa interazione con altri anelli.